# Liste des codes IATA des aéroports/H
Liste des codes IATA des aéroports internationaux.
Le code de deux lettres qui suit la ville est la subdivision du pays (région, État…) selon la norme ISO 3166-2.
- A
- B
- C
- D
- E
- F
- G
- H
- I
- J
- K
- L
- M
- N
- O
- P
- Q
- R
- S
- T
- U
- V
- W
- X
- Y
- Z

- Haut – HA
- HB
- HC
- HD
- HE
- HF
- HG
- HH
- HI
- HJ
- HK
- HL
- HM
- HN
- HO
- HP
- HQ
- HR
- HS
- HT
- HU
- HV
- HW
- HX
- HY
- HZ

## HA
- HAA – Hasvik, Norvège
- HAB – Hamilton (Marion County Airport), Alabama, États-Unis
- HAC – Hachijō-jima, Japon
- HAD – Aérodrome d'Halmstad, Suède
- HAE – Havasupai, Arizona, États-Unis
- HAF – Half Moon Bay, Californie, États-Unis
- HAG – Aéroport d'Hilversum, Pays-Bas
- HAH – Aéroport international Prince Saïd Ibrahim (ex Aéroport Hahaya), Union des Comores
- HAI – Three Rivers (Dr. Haines Airport), MI, États-Unis
- HAJ – Aéroport international de Hanovre Langenhagen, Allemagne
- HAK – Aéroport international de Haikou-Meilan, Chine
- HAL – Halali, Namibie
- HAM – Aéroport Helmut-Schmidt de Hambourg, Allemagne
- HAN – Aéroport international de Nội Bài, Viêt Nam
- HAO – Hamilton (Butler County Regional Airport), Ohio, États-Unis
- HAP – Whitsunday Kontiki Resort, Queensland, Australie
- HAQ – Aéroport d'Hanimaadhoo, Maldives
- HAR – Harrisburg (Capital City Airport), Pennsylvanie, États-Unis
- HAS – Aéroport régional d'Haïl, Arabie saoudite
- HAT – Heathlands, Queensland, Australie
- HAU – Aéroport de Haugesund, Norvège
- HAV – Aéroport international José-Martí, La Havane, Cuba
- HAW – Haverfordwest, Pays de Galles, Royaume-Uni
- HAX – Muskogee (Hatbox Field), Oklahoma, États-Unis
- HAY – Aguachica, Colombie
- HAZ – Hatzfeldthaven, Papouasie-Nouvelle-Guinée

## HB
- HBA – Aéroport international de Hobart, Tasmanie, Australie
- HBB – Hobbs (Hobbs Industrial Airpark), Nouveau-Mexique, États-Unis
- HBC – Hanus Bay, Alaska, États-Unis
- HBD – Habi, Papouasie-Nouvelle-Guinée
- HBE – Aéroport international de Borg El Arab, Alexandrie, Égypte
- HBG – Hattiesburg, Mississippi, États-Unis
- HBH – Hobart Bay, Alaska, États-Unis
- HBI – Harbour Island, Bahamas
- HBK – Holbrook, Arizona, États-Unis
- HBL – Babelegi, Afrique du Sud
- HBN – Phu-Bon, Viêt Nam
- HBO – Humboldt, Nebraska, États-Unis
- HBQ – Xian de Qilian, Chine
- HBR – Hobart, Oklahoma, États-Unis
- HBT – Hambantota, Sri Lanka
- HBW – Hillsboro (Joshua Sanford Field), Wisconsin, États-Unis
- HBX – Aéroport de Hubli, Inde
- HBZ – Heber Springs, Arkansas, États-Unis

## HC
- HCA – Big Spring, Texas, États-Unis
- HCB – Shoal Cove, Alaska, États-Unis
- HCB – Hudson, New York, États-Unis
- HCD – Hutchinson (Butler Field), Minnesota, États-Unis
- HCM – Eyl, Somalie
- HCQ – Aéroport de Halls Creek, Australie occidentale , Australie
- HCR – Holy Cross, Alaska, États-Unis
- HCS – Johannesbourg (Heliport), Afrique du Sud
- HCW – Cheraw, Caroline du Sud, États-Unis
- HCZ – Chenzhou, Chine

## HD
- HDA – Hidden Falls, Alaska, États-Unis
- HDB – Heidelberg, Allemagne
- HDD – Hyderabad, Pakistan
- HDE – Holdrege (Brewster Field), Nebraska, États-Unis
- HDF – Aéroport de Heringsdorf, Allemagne
- HDG - Handan, Chine
- HDH – Mokulēia (Dillingham Air Force Base), Hawaï, États-Unis
- HDI – Cleveland (Hardwick Field), Tennessee, États-Unis
- HDK – Aérodrome de Kulhudhuffuchi, Maldives
- HDL – Holikachuk, Alaska, États-Unis
- HDM – Hamadan, Iran
- HDN – Hayden (Steamboat Springs), Colorado, États-Unis
- HDO – Aérodrome de Hindon, Inde
- HDR – Bandar Abbas, Iran
- HDS – Base aérienne Hoedspruit, Afrique du Sud
- HDY – Aéroport international de Hat Yai, Thaïlande

## HE
- HEA – Aéroport d'Hérat, Afghanistan
- HEB – Henzada, Birmanie
- HED – Herendeen Bay, Alaska, États-Unis
- HEE – Helena-West Helena (Thompson-Robbins Airport), Arkansas, États-Unis
- HEH – Aéroport de Heho, Birmanie
- HEI – Heide/Büsum, Allemagne
- HEK – Heihe, Chine
- HEL – Aéroport d'Helsinki-Vantaa, Finlande
- HEM – Aéroport d'Helsinki-Malmi, Finlande
- HEN – Hendon, Angleterre, Royaume-Uni
- HEO – Haelogo, Papouasie-Nouvelle-Guinée
- HER – Aéroport international d'Héraklion Níkos-Kazantzákis, Crète, Grèce
- HES – Hermiston, Oregon, États-Unis
- HET – Aéroport international de Hohhot Baita, Chine
- HEX – Aéroport international de Herrera, République dominicaine (fermé)
- HEY – Fort Rucker (Hanchey Army Heliport), Alabama, États-Unis
- HEZ – Natchez (Hardy-Anders Field), Mississippi, États-Unis

## HF
- HFA – Aéroport d'Haïfa, Israël
- HFD – Hartford, Connecticut, États-Unis
- HFE – Aéroport international de Hefei Xinqiao, Chine
- HFF – Hoffmann (Mackall Army Air Field), Caroline du Nord, États-Unis
- HFN – Aéroport de Hornafjörður, Islande
- HFS – Aérodrome d'Hagfors, Suède
- HFT – Hammerfest, Norvège
- HFY – Indianapolis (Greenwood Municipal), Indiana, États-Unis

## HG
- HGA – Aéroport d'Hargeisa, Somalie
- HGD – Hughenden, Queensland, Australie
- HGA – Higuerote, Venezuela
- HGH – Aéroport international de Hangzhou Xiaoshan, Chine
- HGH – Paloich, Soudan
- HGL – Heligoland, Allemagne
- HGN – Mae Hong Son, Thaïlande
- HGO – Aérodrome de Korhogo, Côte d’Ivoire
- HGR – Hagerstown (Washington County), Maryland, États-Unis
- HGS – Freetown (Hastings), Sierra Leone
- HGT – Fort Hunter (Tusi Army Heliport), Californie, États-Unis
- HGU – Mount Hagen, Papouasie-Nouvelle-Guinée
- HGZ – Hogatza (Hog River Airport), Alaska, États-Unis

## HH
- HHA – Huanghua, Chine
- HHE – Hachinohe (JMSDF Hachinohe Air Base), Japon
- HHF – Canadian (Hemphill County Airport), Texas, États-Unis
- HHG – Huntington, Indiana, États-Unis
- HHH – Île de Hilton-Head, Caroline du Sud, États-Unis
- HHI – Wahiawa (Wheeler AAF), Hawaï, États-Unis
- HHN – Aéroport de Francfort-Hahn, Allemagne
- HHP – Hong Kong (Heliport), Hong Kong
- HHQ – Hua Hin, Thaïlande
- HHR – Hawthorne, Californie, États-Unis
- HHZ – Aérodrome de Hikueru, Polynésie française, France

## HI
- HIA – Aéroport de Huai'an Lianshui, Chine
- HIB – Hibbing (Chisholm-Hibbing Airport), Minnesota, États-Unis
- HIC – Pretoria (Heliport), Afrique du Sud
- HID – Île Horn, Queensland, Australie
- HIE – Whitefield (Mount Washington), New Hampshire, États-Unis
- HIF – Hill Air Force Base, Ogden, Utah, États-Unis
- HIG – Highbury, Queensland, Australie
- HIH – Hook Island, Australie
- HII – Aéroport municipal de Lake Havasu, Arizona, États-Unis
- HIJ – Aéroport de Hiroshima, Japon
- HIK – Honolulu (Hickam Air Force Base), Hawaï, États-Unis
- HIL – Shilavo, Éthiopie
- HIM – Hingurakgoda, Sri Lanka
- HIN – Aéroport de Sachéon, Corée du Sud
- HIO – Hillsboro (Portland-Hillsboro Airport), Oregon, États-Unis
- HIP – Headingly, Queensland, Australie
- HIR – Aéroport international d'Honiara, Îles Salomon
- HIS – Île Hayman, Queensland, Australie
- HIT – Hivaro, Papouasie-Nouvelle-Guinée
- HIU – Higuerote, Venezuela
- HIW – Hiroshima (Hiroshima West), Japon
- HIX – Hiva Oa, Îles Marquises, Polynésie française, France

## HJ
- HJH – Hebron (Municipal Airport), Nebraska, États-Unis
- HJJ – Huaihua, Chine
- HJR – Aéroport de Khajurâho, Inde
- HJT – Khujirt, Mongolie

## HK
- HKA – Blytheville, Arkansas, États-Unis
- HKB – Healy Lake (Healy River Airport), Alaska, États-Unis
- HKD – Aéroport de Hakodate, Hokkaido, Japon
- HKG – Aéroport international de Hong Kong, Hong Kong
- HKK – Hokitika, Nouvelle-Zélande
- HKN – Kimbe (Aéroports Hoskins), Papouasie-Nouvelle-Guinée
- HKP – Kaanapali, Hawaï, États-Unis
- HKS – Jackson (Hawkins Field), Mississippi, États-Unis
- HKT – Aéroport international de Phuket, Thaïlande
- HKV – Haskovo, Bulgarie
- HKW – Hankou, Chine
- HKY – Hickory, Caroline du Nord, États-Unis

## HL
- HLA – Aéroport de Johannesbourg-Lanséria, Afrique du Sud
- HLB – Batesville (Hillenbrand), Indiana, États-Unis
- HLC – Hill City, Kansas, États-Unis
- HLD – Aéroport de Hulunbuir-Hailar, Chine
- HLE – Aéroport de Sainte-Hélène, Sainte-Hélène, Ascension et Tristan da Cunha, Royaume-Uni
- HLF – Hultsfred, Suède
- HLG – Wheeling, Virginie occidentale, États-Unis
- HLH – Aéroport d'Ulan Hot, Chine
- HLI – Hollister, Californie, États-Unis
- HLJ – Shauliaj, Lituanie
- HLL – Hillside, Australie occidentale, Australie
- HLM – Holland (Park Township Airport), Michigan, États-Unis
- HLN – Helena, Montana, États-Unis
- HLO – Önundarfjörður (Ingjaldssandur), Islande
- HLP – Aéroport de Jakarta Halim Perdanakusuma, Indonésie
- HLR – Fort Hood (Army Air Field), Texas, États-Unis
- HLS – St Helens, Tasmanie, Australie
- HLT – Hamilton, Victoria, Australie
- HLU – Houaïlou, Nouvelle-Calédonie
- HLV – Helenvale Queensland, Australie
- HLW – Hluhluwe, Afrique du Sud
- HLX – Galax/Hillsville (Twin County Airport), Virginie, États-Unis
- HLY – Holyhead (Valley Airport), Pays de Galles, Royaume-Uni
- HLZ – Aérodrome de Hamilton, Nouvelle-Zélande

## HM
- HMA – Khanty-Mansiïsk, Russie
- HMB – Aéroport de Sohag, Égypte
- HME – Aéroport d'Hassi Messaoud - Oued Irara - Krim Belkacem, Algérie
- HMG – Hermannsburg, Territoire du Nord, Australie
- HMH – Home Hill, Queensland, Australie
- HMI – Hami, Chine
- HMJ – Aéroport de Khmelnytskyï-Ruzhychna, Ukraine
- HMN – Holloman Air Force Base, Nouveau-Mexique, États-Unis
- HMO – Aéroport de Hermosillo, Mexique
- HMR – Hamar (Stafsberg), Norvège
- HMS – Homeshore, Alaska, États-Unis
- HMT – Hemet (Hemet-Ryan Airport), Californie, États-Unis
- HMV – Aérodrome d'Hemavan Tärnaby, Suède
- HMY – Seosan, Corée du Sud

## HN
- HNA – Hanamaki, Japon
- HNB – Huntingburg, Indiana, États-Unis
- HNC – Hatteras (Billy Mitchell Airport), Caroline du Nord, États-Unis
- HND – Aéroport international de Tōkyō-Haneda, Japon
- HNE – Tahneta Pass Lodge, Alaska, États-Unis
- HNG – Hienghène, Nouvelle-Calédonie, France
- HNH – Hoonah, Alaska, États-Unis
- HNI – Heiweni, Papouasie-Nouvelle-Guinée
- HNK – Île Hinchinbrook (Queensland), Queensland, Australie
- HNL – Aéroport international d'Honolulu, Hawaï, États-Unis
- HNM – Hana, Hawaï, États-Unis
- HNN – Honinabi, Papouasie-Nouvelle-Guinée
- HNO – Herzégovine, Bosnie-Herzegovine
- HNR – Harlan, Iowa, États-Unis
- HNS – Haines, Alaska, États-Unis
- HNX – Hanna, Wyoming, États-Unis
- HNY – Hengyang, Chine
- HNZ – Henderson, Caroline du Nord, États-Unis

## HO
- HOA – Hola, Kenya
- HOB – Aéroport du Comté de Lea, Nouveau-Mexique, États-Unis
- HOC – Komaco, Papouasie-Nouvelle-Guinée
- HOD – al-Hodeïda, Yémen
- HOE – Houei Sai, Laos
- HOF – Aéroport d'Al-Ahsa, Arabie saoudite
- HOG – Aéroport d'Holguín, Cuba
- HOH – Hohenems, Autriche
- HOI – Aérodrome de Hao, Polynésie française, France
- HOK – Lajamanu (Hookers Creek Airport), Territoire du Nord, Australie
- HOL – Holikachu, Alaska, États-Unis
- HOM – Homer, Alaska, États-Unis
- HON – Huron, Dakota du Sud, États-Unis
- HOO – Aéroport de Quảng Trị, Viêt Nam
- HOP – Fort Campbell (Hopkinsville), Kentucky, États-Unis
- HOQ – Hof-sur-Saale, Allemagne
- HOR – Aéroport de Horta, Azores, Portugal
- HOS – Chos Malal, Argentine
- HOT – Hot Springs (Memorial Field), Arkansas, États-Unis
- HOU – Aéroport international William P. Hobby, Texas, États-Unis
- HOV – Ørsta/Volda (Hovden), Norvège
- HOW – Howard Air Force Base, Panama
- HOX – Homalin, Birmanie
- HOY – Hoy Island, Royaume-Uni

## HP
- HPA – Haʻapai, Tonga
- HPB – Hooper Bay, Alaska, États-Unis
- HPE – Hope Vale, Queensland, Australie
- HPG – Aéroport de Shennongjia-Hongping, Chine
- HPH – Aéroport de Cat Bi, Viêt Nam
- HPM – Humacao (Palmas del Mar), Porto Rico, Etats-Unis
- HPN – Aéroport du comté de Westchester, New York, États-Unis
- HPR – Pretoria (Central Pretoria Airport), Afrique du Sud
- HPT – Hampton, Iowa, États-Unis
- HPV – Hanalei (Princeville Airport), Hawaï, États-Unis
- HPY – Baytown, Texas, États-Unis

## HQ
- HQG – Hugoton, Kansas, États-Unis
- HQM – Hoquiam (Bowerman Airport), Washington, États-Unis
- HQZ – Mesquite (Phil L. Hudson), Texas, États-Unis

## HR
- HRA – Mansehra, Pakistan
- HRB – Aéroport international de Harbin Taiping, Chine
- HRE – Aéroport international d'Hararé, Zimbabwe
- HRG – Aéroport international de Hurghada, Égypte
- HRJ – Mareeba, Queensland, Australie
- HRK – Aéroport international de Kharkiv, Ukraine
- HRL – Harlingen (Rio Grande Valley Int'l), Texas, États-Unis
- HRM – Aéroport d'Hassi R'Mel - Tilrhemt, Algérie
- HRN – Île Heron, Queensland, Australie
- HRO – Harrison (Boone County Airport), Arkansas, États-Unis
- HRR – La Herrera, Colombie
- HRS – Harrismith, Afrique du Sud
- HRT – Linton-on-Ouse, Angleterre, Royaume-Uni
- HRU – Herington, Kansas, États-Unis
- HRX – Hereford, Texas, États-Unis
- HRY – Henbury, Territoire du Nord, Australie
- HRZ – Horizontina, Rio Grande do Sul, Brésil

## HS
- HSA – Aéroport de Turkestan-Khazret Sultan, Kazakhstan
- HSB – Harrisburg, Illinois, États-Unis
- HSC – Shaoguan, Chine
- HSD – Oklahoma City (Sundance Airpark), Oklahoma, États-Unis
- HSG – Saga, Japon
- HSH – Las Vegas (Henderson Sky Harbor), Nevada, États-Unis
- HSI – Hastings, Nebraska, États-Unis
- HSK – Aéroport de Huesca-Pyrénées, Espagne
- HSL – Huslia, Alaska, États-Unis
- HSM – Horsham, Victoria, Australie
- HSN – Aéroport de Zhoushan Putuoshan, Chine
- HSP – Hot Springs (Ingalls Field), Virginie, États-Unis
- HSR – Hot Springs, Dakota du Sud, États-Unis
- HSS – Hisar, Inde
- HST – Homestead Air Reserve Base, Floride, États-Unis
- HSV – Huntsville (Jones Field), Alabama, États-Unis
- HSZ – Hsinchu Air Base, Taiwan

## HT
- HTA – Tchita (Kadala), Russie
- HTB – Khatanga, Russie
- HTF – Hatfield, Angleterre, Royaume-Uni
- HTH – Hawthorne, Nevada, États-Unis
- HTI – Île Hamilton, Queensland, Australie
- HTL – Houghton Lake (Roscommon County), Michigan, États-Unis
- HTM – Hotan, Chine
- HTM – Khatgal, Mongolie
- HTO – East Hampton, New York, États-Unis
- HTR – Hateruma-jima, Japon
- HTT – Huatugou, Chine
- HTS – Aéroport Tri-State, Virginie-Occidentale, États-Unis
- HTU – Hopetoun, Victoria, Australie
- HTV – Huntsville, Texas, États-Unis
- HTW – Chesapeake (Comté de Huntington), Ohio, États-Unis
- HTY – Aéroport d'Antioche, Turquie
- HTZ – Hato Corozal, Colombie

## HU
- HUA – Huntsville (Redstone Army Air Field), Alabama, États-Unis
- HUB – Humbert River, Territoire du Nord, Australie
- HUC – Humacao, Porto Rico, Etats-Unis
- HUD – Humboldt, Iowa, Etats-Unis
- HUE – Humera, Éthiopie
- HUF – Terre Haute (Hulman Regional Airport), Indiana, États-Unis
- HUG – Huehuetenango, Guatemala
- HUH – Aérodrome de Huahine, Polynésie française, France
- HUI – Aéroport international de Phú Bài, Viêt Nam
- HUJ – Hugo (Municipal Airport), Oklahoma, États-Unis
- HUK – Hukuntsi, Botswana
- HUL – Houlton, Maine, États-Unis
- HUM – Houma, Louisiane, États-Unis
- HUN – Aéroport de Hualien, Taiwan
- HUO – Huolin Gol, Chine
- HUQ – Houn, Libye
- HUS – Hughes, Alaska, États-Unis
- HUT – Hutchinson, Kansas, États-Unis
- HUU – Huánuco, Pérou
- HUV – Hudiksvall, Suède
- HUW – Aérodrome d'Humaitá, Amazonas, Brésil
- HUX – Aéroport international de Huatulco, Mexique
- HUY – Aéroport international de Humberside, Angleterre, Royaume-Uni
- HUZ – Huizhou, Chine

## HV
- HVA – Aérodrome d'Analalava, Madagascar
- HVB – Hervey Bay, Queensland, Australie
- HVC – Hopkinsville (Comté de Christian), Kentucky, États-Unis
- HVE – Hanksville, Utah, États-Unis
- HVG – Aéroport de Honningsvåg, Norvège
- HVK – Hólmavík, Islande
- HVM – Hvammstangi, Islande
- HVN – New Haven, Connecticut, États-Unis
- HVR – Havre, Montana, États-Unis
- HVS – Hartsville, Caroline de Sud, États-Unis

## HW
- HWA – Hawabango, Papouasie-Nouvelle-Guinée
- HWD – Hayward, Californie, États-Unis
- HWI – Hawk Inlet, Alaska, États-Unis
- HWK – Hawker, Australie-Méridionale, Australie
- HWN – Parc national Hwange, Zimbabwe
- HWO – Hollywood (Aéroport North Perry), Floride, États-Unis
- HWQ – Harlowton (Comté de Wheatland), Montana, États-Unis

## HX
- HXD – Delingha, Chine
- HXF – Hartford, Wisconsin, États-Unis
- HXX – Hay, Nouvelle-Galles du Sud, Australie

## HY
- HYA – Barnstable (Hyannis), Massachusetts, États-Unis
- HYC – High Wycombe, Angleterre, Royaume-Uni
- HYD – Aéroport international d'Hyderabad, Inde
- HYF – Hayfields, Papouasie-Nouvelle-Guinée
- HYG – Hydaburg, Alaska, États-Unis
- HYL – Hollis, Alaska, États-Unis
- HYN – Taizhou, Chine
- HYR – Hayward, Wisconsin, États-Unis
- HYS – Hays, Kansas, États-Unis
- HYV – Hyvinkää, Finlande
- HYW – Conway, Caroline du Sud, États-Unis

## HZ
- HZA – Heze, Chine
- HZB – Aéroport de Merville - Calonne, France[1]
- HZD – Huntingdon (Carroll County Airport), Tennessee, États-Unis
- HZG – Hanzhong, Chine
- HZH – Xian de Liping, Chine
- HZK – Aérodrome d'Húsavík, Islande
- HZL – Hazleton, Pennsylvanie, États-Unis
- HZP – Fort MacKay, Alberta, Canada
- HZU – Chengdu, Chine
- HZV – Hazyview, Afrique du Sud